# Герб комуни Седергамн
Герб комуни Седергамн (швед. Söderhamns kommunvapen) — символ шведської адміністративно-територіальної одиниці місцевого самоврядування комуни Седергамн. 

## Історія
Пінас і два мушкети мали фігурувати на міській печатці відповідно до королівського привілею 1620 року.

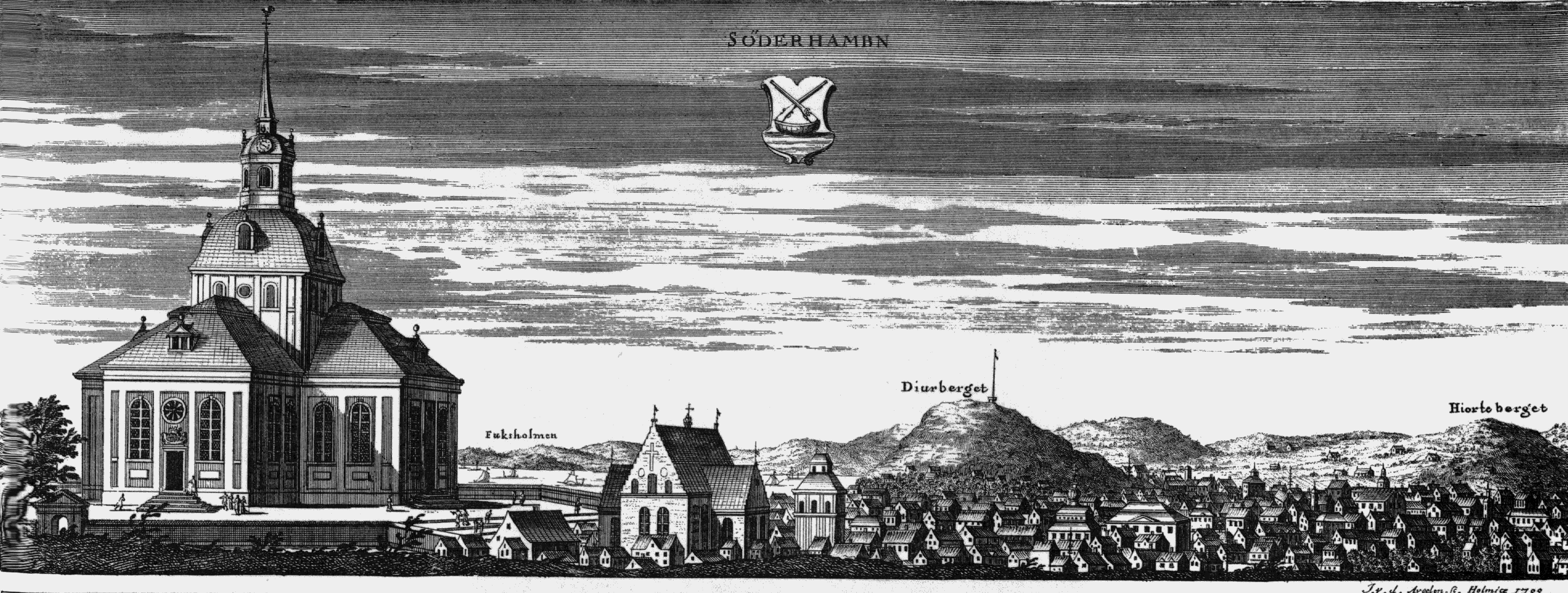
Герб на гравюрі з панорамою міста Седергамн (біля 1700 р.)

Герб міста Седергамн отримав королівське затвердження 1927 року. 
Після адміністративно-територіальної реформи, проведеної в Швеції на початку 1970-х років, муніципальні герби стали використовуватися лишень комунами. Цей герб був перебраний для нової комуни Седергамн.
Герб комуни зареєстровано 1974 року.

## Опис (блазон)
У срібному полі червоний пінас без снастей і вітрил, на якому стоять навхрест скошені такі ж два мушкети, прикладами додолу.

## Зміст
Пінас символізує кораблебудування та рибальство, що сприяли розвитку міста. Мушкети підкреслюють мілітарне й обронне значення поселення.  